# Fatigué
Fatigué est une chanson du chanteur Renaud, composée par Franck Langolff et figurant sur l’album Mistral gagnant sorti en 1985 en tant que dernière piste. 
C'est la première chanson de Renaud à évoquer des thématiques écologistes. Elle contient une composante pessimiste, voire misanthrope, et fait suite à des désillusions politiques.

## Contexte et écriture

### Les concerts à Moscou
En juillet 1985, contacté par les Jeunesses communistes, Renaud part donner une série de concerts dans le cadre du Festival mondial de la jeunesse et des étudiants, à Moscou, en URSS. Renaud se réjouit d'affronter un public non francophone. Ses idées sont ancrées à gauche et malgré des tensions avec la direction du PCF, il conserve une relative bienveillance vis-à-vis du communisme, dont son grand-père Oscar a été très proche,. Mais le séjour, en partie positif, devient vite éprouvant, tant la population semble cadrée et surveillée, notamment lors des quelques échanges que Renaud ébauche avec les Russes.

### L'incident du parc Gorki
Le concert au parc Gorki, le 30 juillet constitue un véritable traumatisme : devant dix mille personnes (invitées et triées sur le volet), Renaud entame sa chanson pacifiste Déserteur. Lorsque débute le couplet qui met dos à dos Américains et Soviétiques dans leur course aux armements, des projecteurs éclairent soudainement les gradins, trois mille spectateurs se lèvent en même temps et quittent la salle. Incident prémédité, probablement par une faction dirigeante peu encline à cette ouverture vers l'Occident, dont Renaud sort profondément blessé, furieux et déstabilisé. Il déclare notamment en coulisses, devant les caméras de FR3 : « J'ai failli sortir dix fois de scène ». Il ressent très violemment une forme de trahison extrême, notamment vis-à-vis des communistes français, souvent de milieux populaires, qui continuent de croire au modèle soviétique.

### L'ébauche du texte
Il récite, le même soir, et toujours devant les caméras, un texte qu'il a écrit le matin même,, devant l'hôtel Ukraine, et face à une statue de Lénine et des peupliers. Le texte évoque sa fascination et son amour de la nature, des arbres, du vent, la pluie, des oiseaux. Et leur puissance à ses yeux bien supérieure aux humains et leurs idéaux. Ce texte est la genèse de Fatigué.

### La suite du séjour et l'enregistrement
Ce séjour soviétique modifie sa vision du pays. Il est profondément traumatisé par cette scène, développe une paranoïa très forte, ne dort plus et ne sort plus de sa chambre d'hôtel pendant plusieurs jours. Épuisé moralement et physiquement, et marqué pour des années, il quitte l'URSS pour l'enregistrement à Los Angeles de l'album Mistral gagnant, contenant 11 titres, dont Fatigué.

## Thématiques développées
La contestation des injustices humaines est vaste et massive, dénonçant une tendance généralisée à la violence, l'exploitation,. Mais on sent aussi que la désillusion est très présente dans ce texte. Elle engendre même une forme de misanthropie.
Les thématiques écologistes sont très présentes, présentant un amour et une fascination pour la nature, la terre, les arbres, les animaux.

## Ambiance musicale
Le morceau, composée par Franck Langolff, possède un son pop-rock typique des années 1980 : batterie avec grosse réverbération, basse mixée en avant, guitare électrique mixée en retrait, synthétiseur, saxophone. La tonalité est en grande partie majeure, ce qui crée une ambiance plutôt « positive », et engendre un grand contraste avec la noirceur des paroles.

## Publication
Fatigué est la 11e et dernière piste de l'album Mistral gagnant, sorti en décembre 1985. Jean-Philippe Goude a produit l'album dans sa totalité.
La chanson est également sortie sous forme de 45 tours au Canada, en 1985, avec Trois Matelots sur la face B.